# Donja Podgora
 Donja Podgora  falu Horvátországban Krapina-Zagorje megyében. Közigazgatásilag Donja Stubicához tartozik.

## Fekvése
Zágrábtól 18 km-re északra, községközpontjától 2 km-re délre a Horvát Zagorje területén a Medvednica parkerdő északi lábánál a megye déli részén fekszik.

## Története
A településnek 1857-ben 625, 1910-ben 1177 lakosa volt. Trianonig Zágráb vármegye Stubicai járásához tartozott.  2001-ben 403 lakosa volt.

## Külső hivatkozások
Donja Stubica város honlapja